# Sambucheto (Montecassiano)
Il nome "Sambucheto" si riferisce a:
- una località italiana frazione del comune di Montecassiano (dal municipio dista 4,5 km).
- una localita italiana frazione del comune di Recanati.
Le due località sono conurbate tra loro e contengono parte della SP 77.

## Storia
A Sambucheto e oltre in direzione centro di Recanati (lungo la vallata del Potenza) sono state scoperte le più antiche testimonianze di aree funerarie eneolitiche.
In questo territorio vivevano, durante l'età del Rame, alcune comunità che praticavano un complesso culto dei morti ormai pienamente regolato secondo precisi rituali funerari in aree appositamente predisposte.
I primi agglomerati urbani moderni nascono invece agli inizi del XX secolo e nel 1932 viene realizzata la chiesa dedicata a S. Teresa del Bambin Gesù.
Nel 1996 ebbe luogo un triplice omicidio nell'ambito di una lotta tra fazioni rivali per il controllo del mercato degli stupefacenti, episodio noto alle cronache come la strage di Sambucheto.

## Sport
Vedi Montecassiano.